# Kecamatan Pembantu Detusoko
Kecamatan Pembantu Detusoko är ett distrikt i Indonesien.   Det ligger i provinsen Nusa Tenggara Timur, i den centrala delen av landet, 1 700 km öster om huvudstaden Jakarta.